# 杉妻町
杉妻町（すぎつまちょう）は、福島県福島市の町名。丁番を持たない単独町名である。 2017年（平成29年）6月30日現在の人口は8人。郵便番号は960-8065。

## 地理
市の本庁所管にあたる中央地域の南東部、阿武隈川北岸に位置する。福島県行政上の中心地であり、福島県庁ほか主要施設を抱える。北で大町・上町、北東で舟場町、阿武隈川を挟んで南東で渡利、南で御倉町・柳町、南西で清明町、西で五月町、北西で中町と隣接する。町域内の過半は旧福島城総構えを範囲とする。上町に所在する福島警察署・天神町に所在する福島消防署のそれぞれ管轄にあたる。

### 河川
- 阿武隈川 - 町域東南辺を流れ、天神橋・大仏橋が架かる。

## 歴史
1897年に字名変更が行われ、字杉妻と東裡通二丁目の一部を再編し設置された。1964年に杉妻町に舟場町の一部を取り込み住居表示を実施し現在に至る。現在の杉妻町5番全域が旧舟場町に該当する。

### 史跡
- 福島城跡
- 大仏城跡出土宝塔 - 紅葉山公園内。
- 福島県立医科大学跡 - 現在の福島県庁東分庁舎。
- 福島師範学校跡
- 初代福島市役所跡 - かつての大原綜合病院別館があった場所。

## 交通

### バス
福島一小前
- 福島交通一般路線バス

県庁前
- 福島交通一般路線バス
- 福島交通・JRバス東北・会津乗合自動車高速バス

舟場町（上り）
- 福島交通一般路線バス
- JRバス東北福浪線

### 道路
- 国道4号福島南バイパス
- 国道13号（万世大路）
- 福島県道148号水原福島線

## 施設
- 福島県庁 本庁舎
  - 福島県警察本部 - 福島県庁本庁舎内
- 福島県庁 西庁舎
- 福島県東分庁舎3号館
- 福島県東分庁舎体育館
- 福島県知事公館
- 福島市立福島第一小学校
- 福島市立ふくしま南幼稚園
- 福島県庁内保育所けやきの子
- 紅葉山公園 - 福島城二の丸庭園
- 県庁前公園
- 杉妻会館 - 庭園内に密語橋がある。現在の橋は二代目。
- 板倉神社 - 紅葉山公園内
- 杉妻稲荷神社 - 紅葉山公園内